# آکادمیا
آکادمیا یک شبکه اجتماعی است برای انتشار مقالات علمی توسط دانشجویان، محققان و استادان دانشگاه که در سال ۲۰۰۸ تأسیس شده‌است. اعضای این وبسایت می‌توانند علاوه بر انتشار مقاله خود تعداد مشاهدات و بارگیری آن را پیگیری کرده و فعالیت‌های علمی دیگر محققان در رشته‌های مورد علاقه را نیز دنبال کنند.
تا کنون ۹۸ میلیون کاربر در این وبسایت ثبت نام کرده‌اند و ۲۳ میلیون مقاله در آن به اشتراک گذاشته شده‌است.ثبت نام در این وبسایت رایگان است.
آکادمیا پس از آن که ایمیل‌هایی به کاربران ارسال کرد که در آن پیشنهاد می‌شد در ازای پرداخت پول تحقیقاتشان را تبلیغ کنند مورد انتقاد قرار گرفت.